# Ечкідаг
Ечкідаг, Ечкі-Даг (рос. Эчки-Даг, крим. Eçki Dağ, Эчки Дагъ) — гірський хребет Головного пасма Кримських гір, на березі Чорного моря, в районі Лисячої бухти, за 12 км на північний схід від Судака. Висота — до 670 м.

## Орографія
Ечкідаг в перекладі з кримськотатарської означає «козяча гора» (eçki — коза, dağ — гора). Ечкідаг входить до системи масивів Головного пасма Кримських гір та має три вершини: Кокуш-Кая («індича скеля» (крим. köküş — індик, крим. qaya — скеля) — 557 м; Делямет-Кая — 611 м і Караул-Оба («чорний пагорб» (крим. qara — чорний, крим. oba — пагорб) — 670 м. Величний оголений стрімчак Куш-Кая підноситься над перевалом Синор, і трохи нижче головної вершини Караул-Оби. Крайнє нижнє положення займає скеляста Чал-Кая, схожа на козирок, який спрямований на Куш-Каю. Масив Ечкідаг — один з найвищих в окрузі.
Південні схили гірського масиву розчленовані численними ярами.
На Кокуш-Каї є карстова печера «Вухо Землі» глибиною 132 м і «Царський трон» на сосні «Крило дельтоплана».

## Геологія
Ечкідаг складений вапняками, пісковиками і флішем. Мінеральний склад гірського масиву відзначається присутністю глинистих сидеритів, вицвітів, тенардитів.

## Гідрологія
На гірському масиві присутнє джерело питної води, що розташоване на висоті 324 м НРМ до нього можливо підійти тільки пішки, на 20 м вище джерела розташований путівець який йде з Щебетовки в Новий світ.

## Рослинність
Південні схили масиву мозаїчно вкриті трав'яною рослинністю, що перемежовується скельними виступами і щебенистими осипами, місцями зарості шибляка. Північні схили та вершина вкрита дубово-грабовим лісом.

## Лисяча бухта
Біля Ечкидагу знаходиться популярне місце відпочинку Лисяча Бухта. Практично всі відвідувачі Лисячої Бухти намагаються залізти на Ечкідаг, але це набагато складніше, ніж здається, сама лише верхня скеля, яка здається невисокою, насправді заввишки має приблизно 200 м.